# Agatha Gijzen
Agatha Gijzen (Rotterdam, 9 oktober 1904 – Merksem, 19 februari 1995) was een Nederlandse zoöloge en museumhistorica. Het grootste deel van haar carrière werkte ze als zoöloge in de Antwerpse Zoo en Planckendael (1947-1974).

## Carrière
In 1928 behaalde Gijzen haar doctoraalexamen in biologie aan de Rijksuniversiteit Leiden. In 1930 werkte zij enige tijd als lerares biologie op een school in Rotterdam. Nog datzelfde jaar ging ze als assistente aan de slag bij het Zoölogisch Laboratorium van de Leidse universiteit. In 1935 startte zij met het reorganiseren van de archieven van het Leidse Rijksmuseum van Natuurlijke Historie, die sinds de oprichting in 1820 nauwelijks waren bijgehouden en daardoor chaotisch waren. Gijzen wist de archieven dermate goed te ordenen dat ze voortaan bruikbaar waren voor wetenschappers en de museumstaf. Haar werkzaamheden aan het archief leidden tevens tot haar boekwerk 's Rijks Museum van Natuurlijke Historie 1820-1915, waarop zij in 1938 promoveerde tot doctor in de Wis- en Natuurkunde. Haar boek is altijd in gebruik gebleven als leidraad voor het bestuderen van het Leidse archiefmateriaal uit de eerste 100 jaar van het museum.

### Diergaarde Blijdorp
Van 1938 tot 1947 werkte ze in Diergaarde Blijdorp als assistente van de directeur. De dierentuin was in 1940 bezig met een verhuizing naar de huidige locatie, maar door het uitbreken van de Tweede Wereldoorlog en het bombardement op Rotterdam was de oude locatie verwoest en een groot deel van de dieren omgekomen. Vanwege haar anti-Duitse opstelling moest Gijzen in 1942 noodgedwongen haar werk neerleggen. Ze gaf illegale lessen zoölogie aan studenten en werkte als assistente van een dierenarts. Na de bevrijding in 1945 werd ze weer aangesteld bij de dierentuin.

### Antwerpse Zoo
In 1947 ging Gijzen als zoöloge aan de slag bij de Antwerpse Zoo, die in de oorlog grotendeels verwoest was. Zij richtte zich op het verbeteren van de verblijven en de zorg van de dieren, waarbij ze wetenschappelijke uitgangspunten gebruikte om de kwaliteit te verhogen. Dieren kregen een eigen dossier, ze controleerde de internationale diertransporten, onderzocht gestorven dieren om ze een betere kijk te krijgen op de doodsoorzaak, en ze regelde een verbeterde voedselvoorziening door zelf prooidieren te fokken. Gijzen richtte zich in het bijzonder op de okapi en behaalde successen in het fokken met deze diersoort. Ze schreef diverse publicaties over de okapi. Ze was ook nauw betrokken bij het ontstaan van Planckendael. Gijzen bleef tot 1974 in dienst bij de dierentuin.
In 1970 werd Gijzen benoemd tot professor aan de Vrije Universiteit Brussel, waar ze tot 1975 aan verbonden bleef.
- Digitale Bibliotheek voor de Nederlandse Letteren: gijz007
- Gemeinsame Normdatei: 1026459125
- International Standard Name Identifier: 0000 0001 1659 5318
- Nederlandse Thesaurus van Auteursnamen: 067491286
- Système universitaire de documentation: 152234705
- Virtual International Authority File: 64477874
- WorldCat: E39PBJdgYGTdjxPCDY8gTvJJjC